# 4840 Отайнан
4840 Отайнан (4840 Otaynang) — астероїд головного поясу, відкритий 23 жовтня 1989 року.
Тіссеранів параметр щодо Юпітера — 3,136.